# Thượng Hải Masters
Thượng Hải Masters (còn được gọi là Shanghai Rolex Masters theo tên nhà tài trợ) là một giải đấu quần vợt nam chuyên nghiệp được chơ trên mặt sân cứng và được tổ chức hàng năm vào tháng 10 tại sân Qizhong Forest Sports City Arena ở Mẫn Hàng, Thượng Hải, Trung Quốc. Thượng Hải Masters là giải thứ 8 trong tổng số 9 giải ATP 1000 thuộc Hiệp hội quần vợt nhà nghề (ATP) và là giải đấu duy nhất diễn ra ở châu Á.

## Tổ chức

### Thể thức thi đấu
Các trận đấu ở hai nội dung là đơn và đôi diễn ra trong 8 ngày.

### Điểm và tiền thưởng
Như các giải đấu thuộc ATP World Tour Masters 1000 khác, giải đấu phân phối đến  1000 điểm ATP Rankings cho chức vô đich đơn và đôi. Cho mùa giải năm 2017, tổng số tiền 5,924,890 US$ sẽ chia sẻ giữa cuộc thi đơn và đôi. Đây là những bảng chi tiết các điểm và giải thưởng tiền thưởng cho mỗi vòng năm Thượng Hải Masters 2017:

#### Điểm
| Nội dung | VĐ   | CK  | BK  | TK  | 1/16 | 1/32 | 1/64 | Q  | Q3 | Q2 | Q1 |
| Đơn      | 1000 | 600 | 360 | 180 | 90   | 45   | 10   | 25 | 0  | 16 | 0  |
| Đôi      | 1000 | 600 | 360 | 180 | 90   | 0    | —    | —  | —  | —  | —  |

#### Tiền thưởng
| Nội dung | VĐ         | CK       | BK       | TK       | 1/16    | 1/32    | 1/64    | Q | Q3 | Q2     | Q1     |
| Đơn      | $1,192,780 | $584,845 | $294,345 | $149,675 | $77,729 | $40,975 | $22,125 | — | —  | $5,100 | $2,595 |
| Đôi      | $369,380   | $180,840 | $90,710  | $46,560  | $24,070 | $12,700 | —       | — | —  | —      | —      |

## Sân vận động

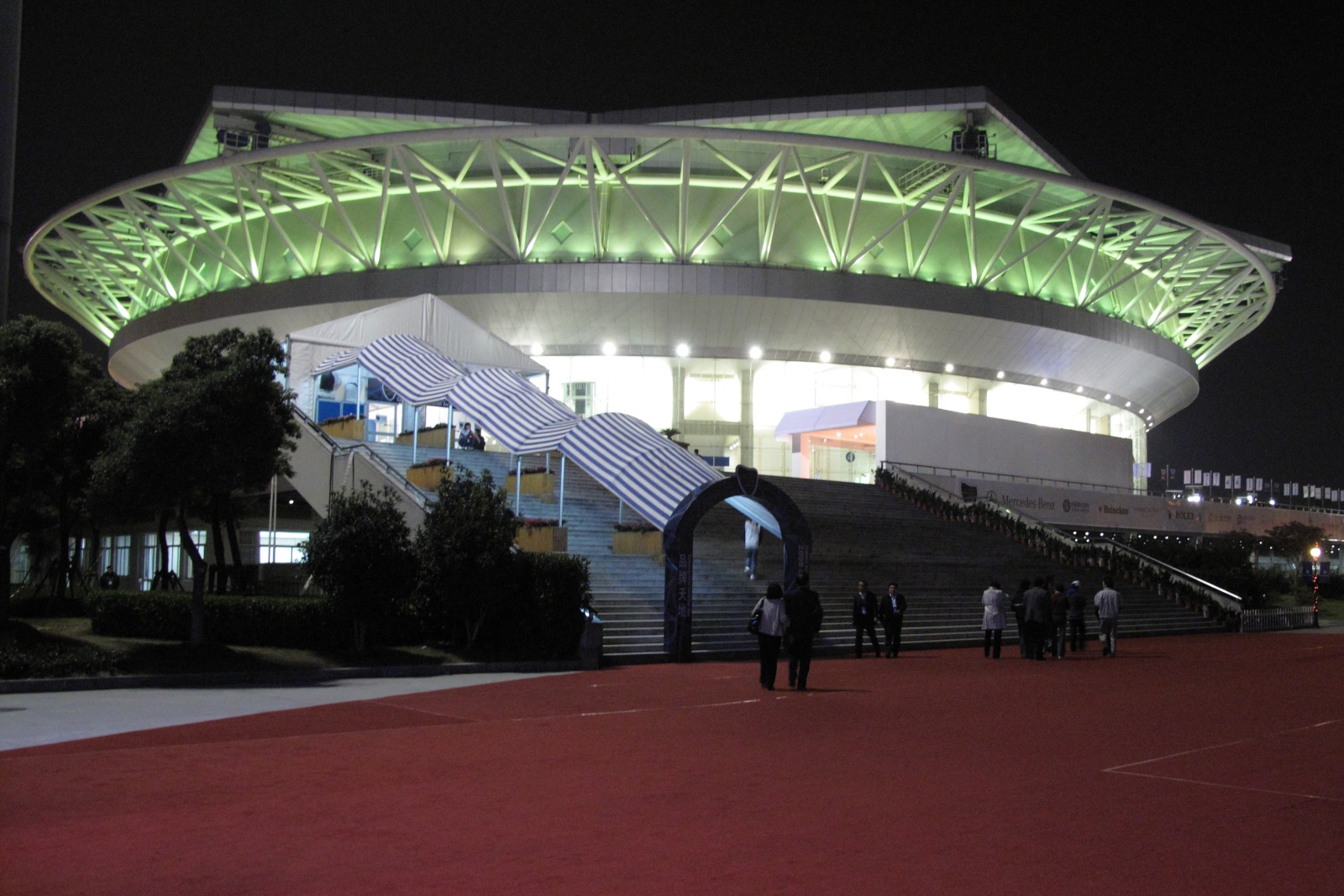
Sân vận động Qizhong tại Tennis Masters Cup 2008

Tất cả các trận đấu của giải đều được tổ chức tại sân ngoài trời Qizhong, từ sau giải Tennis Masters Cup được tổ chức trong nhà thi đấu từ năm 2005 đến 2008. Mặt sân là cứng, sân thảm.
Sân được xây dựng vào năm 2004 và 2005.

## Trận chung kết
Ở nội dung đơn, Novak Djokovic (vô địch năm 2012-13, 2015, 2018)  là  tay vợt vô địch nhiều nhất giải với 4 lần. Djokovic, Andy Murray và Magnus Norman chia sẻ kỉ lục vô địch 2 lần liên tiếp. Novak, Murray giữ kỉ lục khi bốn lần góp mặt trong trận chung kết. Trong nội dung đôi, Leander Paes (vô địch 1998, 2010, 2012) giứ kỉ lục vô địch nhiều nhất 3 lần.

### Đơn
Djokovic vô địch nhiều nhất với 4 lần.

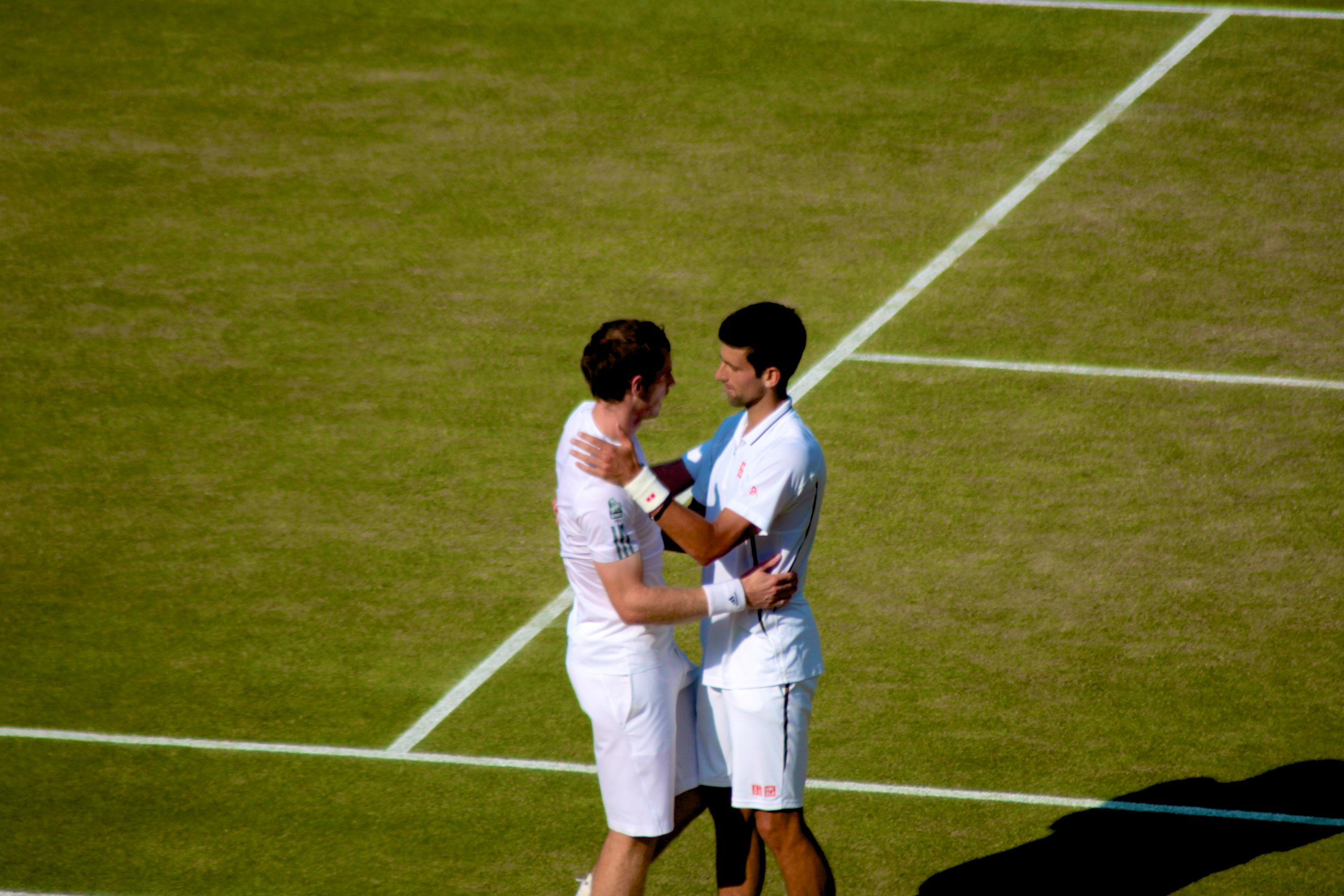
Andy Murray (2010, 2011, 2016) và Novak Djokovic (2012, 2013, 2015) là hai tay vợt vô địch nhiều nhất giải, với 3 lần

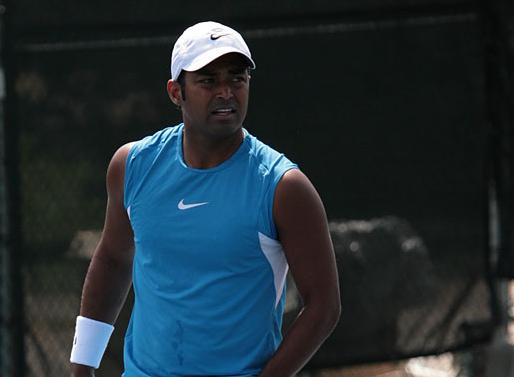
Leander Paes (1998, 2010, 2012) có chức vô địch đôi nhiều nhất giải, với 3 lần

| Năm                             | Vô địch                      | Á quân                       | Tỉ số                        |
| ↓ ATP International Series ↓    | ↓ ATP International Series ↓ | ↓ ATP International Series ↓ | ↓ ATP International Series ↓ |
| ------------------------------- | ---------------------------- | ---------------------------- | ---------------------------- |
| 1996                            | Andrei Olhovskiy             | Mark Knowles                 | 7-6(7-5), 6-2                |
| 1997                            | Ján Krošlák                  | Alexander Volkov             | 6-2, 7-6(7-2)                |
| 1998                            | Michael Chang                | Goran Ivanišević             | 4-6, 6-1, 6-2                |
| 1999                            | Magnus Norman                | Marcelo Ríos                 | 2-6, 6-3, 7-5                |
| 2000                            | Magnus Norman                | Sjeng Schalken               | 6-4, 4-6, 6-3                |
| 2001                            | Rainer Schüttler             | Michel Kratochvil            | 6-3, 6-4                     |
| 2002                            | Tennis Masters Cup           | Tennis Masters Cup           | Tennis Masters Cup           |
| 2003                            | Mark Philippoussis           | Jiří Novák                   | 6-2, 6-1                     |
| 2004                            | Guillermo Cañas              | Lars Burgsmüller             | 6-1, 6-0                     |
| 2005 - 2008                     | Tennis Masters Cup           | Tennis Masters Cup           | Tennis Masters Cup           |
| ↓ ATP World Tour Masters 1000 ↓ |                              |                              |                              |
| 2009                            | Nikolay Davydenko            | Rafael Nadal                 | 7-6(7-3), 6-3                |
| 2010                            | Andy Murray                  | Roger Federer                | 6-3, 6-2                     |
| 2011                            | Andy Murray                  | David Ferrer                 | 7-5, 6-4                     |
| 2012                            | Novak Djokovic               | Andy Murray                  | 5-7, 7-6(13-11), 6-3         |
| 2013                            | Novak Djokovic               | Juan Martín del Potro        | 6-1, 3-6, 7-6(7-3)           |
| 2014                            | Roger Federer                | Gilles Simon                 | 7-6(8-6), 7-6(7-2)           |
| 2015                            | Novak Djokovic               | Jo-Wilfried Tsonga           | 6-2, 6-4                     |
| 2016                            | Andy Murray                  | Roberto Bautista Agut        | 7-6(7-1), 6-1                |
| 2017                            | Roger Federer                | Rafael Nadal                 | 6-4, 6-3                     |
| 2018                            | Novak Djokovic               | Borna Ćorić                  | 6–3, 6–4                     |
| 2019                            | Daniil Medvedev              | Alexander Zverev             | 6–4, 6–1                     |

### Đôi
| Năm                             | Vô địch                             | Á quân                                  | Tỉ số                      |
| ------------------------------- | ----------------------------------- | --------------------------------------- | -------------------------- |
| ↓ ATP International Series ↓    |                                     |                                         |                            |
| 1996                            | Mark Knowles Roger Smith            | Jim Grabb Michael Tebbutt               | 4-6, 6-2, 7-6              |
| 1997                            | Max Mirnyi Kevin Ullyett            | Tomas Nydahl Stefano Pescosolido        | 7-6, 6-7, 7-5              |
| 1998                            | Mahesh Bhupathi Leander Paes        | Todd Woodbridge Mark Woodforde          | 6-4, 6-7, 7-6              |
| 1999                            | Sébastien Lareau Daniel Nestor      | Todd Woodbridge Mark Woodforde          | 7-5, 6-3                   |
| 2000                            | Paul Haarhuis Sjeng Schalken        | Petr Pála Pavel Vízner                  | 6-2, 3-6, 6-4              |
| 2001                            | Byrol Black Thomas Shimada          | John-Laffnie de Jager Robbie Koenig     | 6-2, 3-6, 7-5              |
| 2002                            | Không diễn ra                       | Không diễn ra                           | Không diễn ra              |
| 2003                            | Wayne Arthurs Paul Hanley           | Zeng Shaoxuan Zhu Benqiang              | 6-2, 6-4                   |
| 2004                            | Jared Palmer Pavel Vízner           | Rick Leach Brien MacPhie                | 4-6, 7-6(7-4), 7-6(13-11)  |
| 2005 - 2008                     | Tennis Masters Cup                  | Tennis Masters Cup                      | Tennis Masters Cup         |
| ↓ ATP World Tour Masters 1000 ↓ |                                     |                                         |                            |
| 2009                            | Julien Benneteau Jo-Wilfried Tsonga | Mariusz Fyrstenberg Marcin Matkowski    | 6-2, 6-4                   |
| 2010                            | Jürgen Melzer Leander Paes          | Mariusz Fyrstenberg Marcin Matkowski    | 7-5, 4-6, [10-5]           |
| 2011                            | Max Mirnyi Daniel Nestor            | Michaël Llodra Nenad Zimonjić           | 3-6, 6-1, [12-10]          |
| 2012                            | Leander Paes Radek Štěpánek         | Mahesh Bhupathi Rohan Bopanna           | 6-7(7-9), 6-3, [10-5]      |
| 2013                            | Ivan Dodig Marcelo Melo             | David Marrero Fernando Verdasco         | 7-6(7-2), 6-7(6-8), [10-2] |
| 2014                            | Bob Bryan Mike Bryan                | Julien Benneteau Édouard Roger-Vasselin | 6-3, 7-6(7-3)              |
| 2015                            | Raven Klaasen Marcelo Melo          | Simone Bolelli Fabio Fognini            | 6-3, 6-3                   |
| 2016                            | John Isner Jack Sock                | Henri Kontinen John Peers               | 6-4, 6-4                   |
| 2017                            | Henri Kontinen John Peers           | Łukasz Kubot Marcelo Melo               | 6–4, 6–2                   |

## Kỷ lục
Nguồn: The Tennis Base 

### Đơn
- Nhiều danh hiệu nhất:   Novak Djokovic (4 danh hiệu)
- Tham gia nhiều trận chung kết nhất: Novak Djokovic,  Andy Murray (4 finals)
- Số danh hiệu đạt được liên tiếp nhiều nhất:  Andy Murray,  Novak Djokovic (2 danh hiệu)
- Số trận chung kết tham gia liên tiếp nhiều nhất:  Andy Murray (3 trận chung kết)
- Số trận thi đấu nhiều nhất: Novak Djokovic (31)
- Số trận thắng:  Novak Djokovic (27)
- Số trận thắng liên tiếp:  Novak Djokovic (13)
- Số mùa giải tham dự nhiều nhất:  Gilles Simon,  Stan Wawrinka,  Tomas Berdych,  Feliciano López (8)
- Tỉ lệ chiến thắng trận đấu tốt nhất:  Andy Murray, 88.00%
- Tay vợt già nhất vô địch:  Roger Federer, 36y 2m & 7d (2017)
- Tay vợt trẻ nhất vô địch:  Andy Murray, 23y 4m & 26d (2010)
- Trận chung kết dài nhất:  Novak Djokovic đấu với.  Andy Murray, 5–7, 7–6, 6–3 (34 games) (2012)
- Trận chung kết ngắn nhất:  Andy Murray đấu với.  Roger Federer, 6–3, 6–2 (17 games) (2010)